# Canton de Sainte-Alvère
Le canton de Sainte-Alvère, précédemment orthographié canton de Saint-Alvère, est une ancienne division administrative française située dans le département de la Dordogne, en région Aquitaine.

## Historique
- Le canton de Saint-Alvère, écrit « canton de Sainte-Alvère » à partir de 1972, est l'un des cantons de la Dordogne créés en 1800. Il est rattaché à l'arrondissement de Bergerac[1].

- De 1833 à 1842, les cantons de Lalinde et de Saint-Alvère avaient le même conseiller général. Le nombre de conseillers généraux était limité à 30 par département[2].

### Redécoupage cantonal de 2014-2015
Par décret du 21 février 2014, le nombre de cantons du département est divisé par deux, avec mise en application aux élections départementales de mars 2015. Le canton de Sainte-Alvère est supprimé à cette occasion. Cinq de ses sept communes sont alors rattachées au canton du Périgord central (bureau centralisateur : Vergt), et les deux autres (Pezuls et Sainte-Foy-de-Longas) au canton de Lalinde.

## Géographie
Ce canton était organisé autour de Sainte-Alvère dans l'arrondissement de Bergerac. Son altitude variait de 41 m (Trémolat) à 251 m (Sainte-Alvère) pour une altitude moyenne de 155 m.

## Représentation

### Conseillers généraux de 1833 à 2015
| Période         | Période           | Identité                                               | Étiquette                                                | Qualité |
| --------------- | ----------------- | ------------------------------------------------------ | -------------------------------------------------------- | --- |
| 1833            | 1834 (annulation) | Raymond Siozard                                        |                                                          | Médecin à Limeuil |
| 1834            | 1848              | Jean Alexandre Valleton de Garraube                    | Centre droit                                             | Colonel d'infanterie Propriétaire à Liorac Député (1831-1848)                                                                         |
| 1848            | 1861              | Louis Lamothe-Pradelle                                 |                                                          | Médecin à Sainte-Alvère |
| 1861            | 1870              | Jean Gaudens Bernard Tatareau                          |                                                          | Général de brigade |
| 1870            | 1883              | Albert Teulet Luzié                                    | Droite (Bonapartiste)                                    | Médecin à Sainte-Alvère |
| 1883            | 1888 (décès)      | Gabriel Lamothe-Pradelle (fils de L. Lamothe-Pradelle) | Républicain                                              | Avocat Député (1885-1888) |
| 1888            | 1898              | Joseph Teulet Luzié                                    | Orléaniste                                               | Avocat, maire de Sainte-Alvère |
| 1898            | 1908              | Jean Léon François Fernand Linarès                     | Républicain                                              | Médecin-inspecteur des enfants du premier âge, maire de Limeuil, conseiller d'arrondissement                                          |
| 1908            | 1911 (démission)  | Pierre Teulet-Luzié                                    | Droite                                                   | Médecin à Sainte-Alvère Attaché au cabinet du Ministre de l'Agriculture Maire de Sainte-Alvère Nommé Sous-préfet d'Yssingeaux en 1911 |
| 1911            | 1940              | Adrien Bels (neveu de G. Lamothe-Pradelle)             | RG puis Rad.                                             | Agriculteur Sénateur (1936-1942) Maire de Sainte-Alvère (1912-1940)                                                                   |
|                 |                   |                                                        |                                                          | |
| 1945            | 1964 (décès)      | Adrien Bels                                            | Rad.                                                     | Agriculteur Sénateur (1951-1955) Maire de Sainte-Alvère (1945-1964)                                                                   |
| 25 octobre 1964 | 1988              | Michel Labroue                                         | Rad. puis MRG                                            | Avocat à Périgueux Maire de Trémolat (1977-1989)                                                                                      |
| 1988            | 2015              | Philippe Ducène                                        | Union des Démocrates de la Dordogne (UDD) (RPR puis UMP) | Docteur en médecine Maire de Sainte-Alvère (1986-2015)                                                                                |

### Conseillers d'arrondissement (de 1833 à 1940)
| Période                                  | Période      | Identité                        | Étiquette               | Qualité |
| ---------------------------------------- | ------------ | ------------------------------- | ----------------------- | --- |
| Les données manquantes sont à compléter. |              |                                 |                         | |
| 1833                                     | 1836         | Arnaud Claretie                 |                         | Juge de paix, propriétaire à Limeuil                                                                        |
| 1836                                     | 1848         | Raymond Siozard                 |                         | Médecin à Limeuil, ancien conseiller général                                                                |
|                                          |              |                                 |                         | |
| avant 1855                               | 1867         | Joseph André Aubé de Braquemont |                         | Chef d'escadron d'état major, maire de Trémolat                                                             |
| 1867                                     | 1895         | M. Larobertie                   | Droite                  | Notaire, maire de Sainte-Alvère                                                                             |
| 1895                                     | 1898         | Fernand Linarès                 | Républicain             | Médecin-inspecteur des enfants du premier âge, maire de Limeuil                                             |
| 1898                                     | 1910         | Jean Gallet                     | Républicain ministériel | Propriétaire agriculteur, maire de Saint-Laurent-des-Bâtons                                                 |
| 1910                                     | 1919         | Jean-François Cantellauve       | Radical                 | Notaire à Trémolat                                                                                          |
| 1919                                     | 1929 (décès) | Gabriel Antoine Combefreyroux   | Républicain             | Propriétaire, maire de Saint-Laurent-des-Bâtons                                                             |
| 1929                                     | 1940         | M. Garrigue                     | Radical                 | Adjoint au maire de Sainte-Alvère                                                                           |
| 1940                                     |              |                                 |                         | Les conseils d'arrondissement ont été suspendus par la loi du 12 octobre 1940 et n'ont jamais été réactivés |

Sources : "Annuaires et calendriers 1789-1842 " sur le site des archives départementales de la Dordogne. https://archives.dordogne.fr/r/72/fonds-imprimes/annuaires-et-calendriers?arko_default_6076b1c79b335--ficheFocus=

## Composition
Le canton de Sainte-Alvère regroupait sept communes et comptait 2 658 habitants (population municipale) au 1er janvier 2011.
| Communes                 | Population (2012) | Code postal | Code Insee |
| ------------------------ | ----------------- | ----------- | ---------- |
| Limeuil                  | 331               | 24510       | 24240      |
| Paunat                   | 312               | 24510       | 24318      |
| Pezuls                   | 116               | 24510       | 24327      |
| Sainte-Alvère            | 871               | 24510       | 24362      |
| Sainte-Foy-de-Longas     | 242               | 24510       | 24407      |
| Saint-Laurent-des-Bâtons | 210               | 24510       | 24435      |
| Trémolat                 | 576               | 24510       | 24558      |

## Démographie
| 1975  | 1982  | 1990  | 1999  | 2006  | 2011  | 2012  |
| ----- | ----- | ----- | ----- | ----- | ----- | ----- |
| 2 366 | 2 406 | 2 535 | 2 524 | 2 735 | 2 658 | 2 637 |